# (3375) Amy
(3375) Amy (1981 JY1) – planetoida z pasa głównego asteroid okrążająca Słońce w ciągu 3,2 lat w średniej odległości 2,17 j.a. Odkryła ją Carolyn Shoemaker 5 maja 1981 roku.